# Nikolaj Alexandrovič Menšutkin
Nikolaj Alexandrovič Menšutkin, rusky Николай Александрович Меншуткин (24. října 1842 Petrohrad – 5. února 1907 tamtéž) byl ruský chemik. Byl jedním ze zakladatelů Ruské chemické společnosti a v roce 1869 přečetl na schůzi společnosti v zastoupení Dmitrije Ivanoviče Mendělejeva zprávu o objevu periodického zákona.

## Život a dílo
Nikolaj Menšutkin se narodil 24. října 1842 v Petrohradu jako syn obchodníka. V roce 1857 absolvoval gymnázium, ale pro nesplnění požadavků na věk nastoupil ke studiu na Petrohradské univerzitě až v roce 1858. Studoval na fakultě fyziky a matematiky. V roce 1861, pro účast na nepokojích studentů, vyvolaných vyhlášením Rolnické reformy, byl téměř ze studia vyloučen. Nakonec v roce 1862 získal magisterský titul. V těchto letech se začal zajímat o chemii, kterou na univerzitě vyučoval mladý Dmitrij Ivanovič Mendělejev. Po získání teoretických základů odejel do ciziny za účelem získání praktických zkušeností.
V letech 1864–1865 studoval u Adolpha Streckera v Tübingenu, Charlese Wurtze na univerzitě v Paříži a u Hermanna Kolbeho na univerzitě v Marburgu. Mezitím se situace na Petrohradské univerzitě uklidnila a Menšutkin zde po návratu obhájil disertační práci, kde mu oponenty byli Alexandr Butlerov a Dmitrij Mendělejev. Tématem práce byla „neschopnost záměny atomem kovu u jednoho ze tří atomů vodíku v molekule kyseliny fosforité“, která vyvolala potřebu používání strukturních vzorců v anorganické chemii.
Výzkum Nikolaje Menšutkina byl věnován především chemické kinetice. Objevil závislost rychlosti reakce na zředění i typu rozpouštědla. V roce 1890 objevil reakci terciárních aminů s alkylhalogenidy za vzniku kvartérních amoniových solí, která je známa pod názvem Menšutkinova reakce. Spolu s Mendělejevem byl členem komise pro vývoj bezdýmného střelného prachu.
Je autorem první ruské učebnice analytické chemie, která byla přeložena do němčiny a angličtiny a která byla v 16. vydání vytisknuta ještě v roce 1931. Napsal první ruskou publikaci o dějinách chemie. Za výzkum v oblasti chemické kinetiky obdržel v roce 1904 Lomonosovovu cenu.

## Činnost v Ruské chemické společnosti
Nikolaj Menšutkin studoval matematiku a fyziku, k chemii ho přivedly až populární přednášky mladého Mendělejeva, který dokázal zaplnit posluchárny do posledního místa. V šedesátých letech 19. století neměli chemici v Rusku vlastní organizaci ani prostory a setkávali se v soukromých bytech. Ke změně došlo až v roce 1868, kdy z popudu Nikolaje Zinina, Dmitrije Mendělejeva a Nikolaje Menšutkina vznikla Ruská chemická společnost. Od počátku patřil mezi nejužitečnější členy této společnosti Nikolaj Menšutkin. Stal se jednatelem společnosti a po celou dobu svého plodného života zajišťoval její administrativu. O důvěře, kterou získal mezi ostatními členy svědčí nejlépe fakt, že ho jako svého zástupce na prvním jednání společnosti pověřil Dmitrij Ivanovič Mendělejev, přečtením zprávy o objevu periodické závislosti chování prvků na jejich atomové hmotnosti. Byl to právě Menšutkin, kdo veřejnost seznámil s jedním z nejdůležitějších objevů v historii vědy.
Rozsah Mendělejevovy působnosti byl obrovský, od chemie přes zemědělství po konstrukci ledoborce. V Menšutkinovi měl vždy pohotového a svědomitého zástupce pro věci chemie. Na mnohých zahraničních cestách se Menšutkin objevuje po boku Mendělejeva a objevuje se i na známých fotografiích. Na poslední cestě však nemohl svého učitele doprovodit, zemřel tři dny po jeho smrti, v den jeho slavného pohřbu.

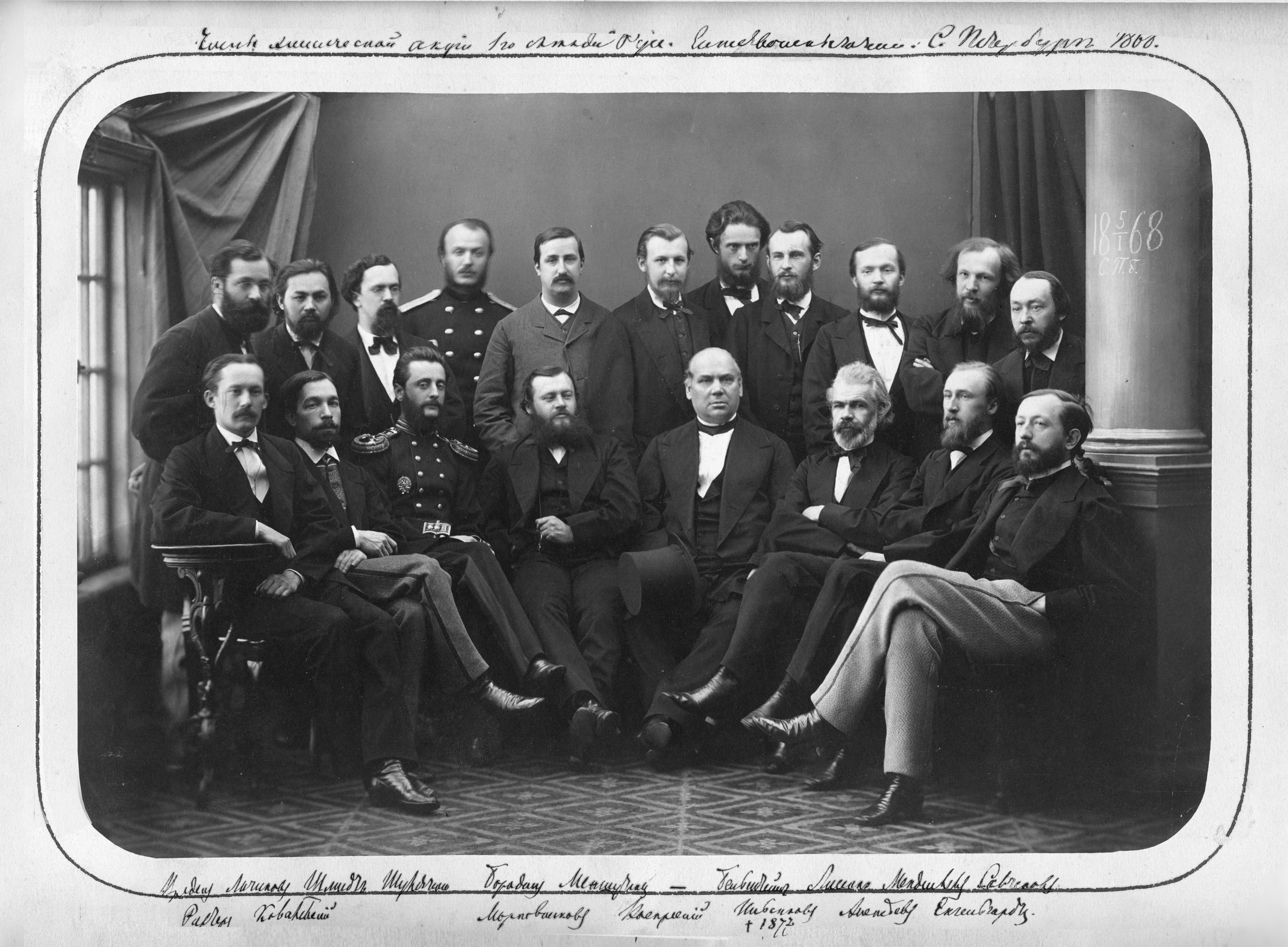
Zakladatelé Ruské chemické společnosti, pátý stojící zleva A.Borodin šestý N. Menšutkin, stojící druhý zprava D.I.Mendělejev
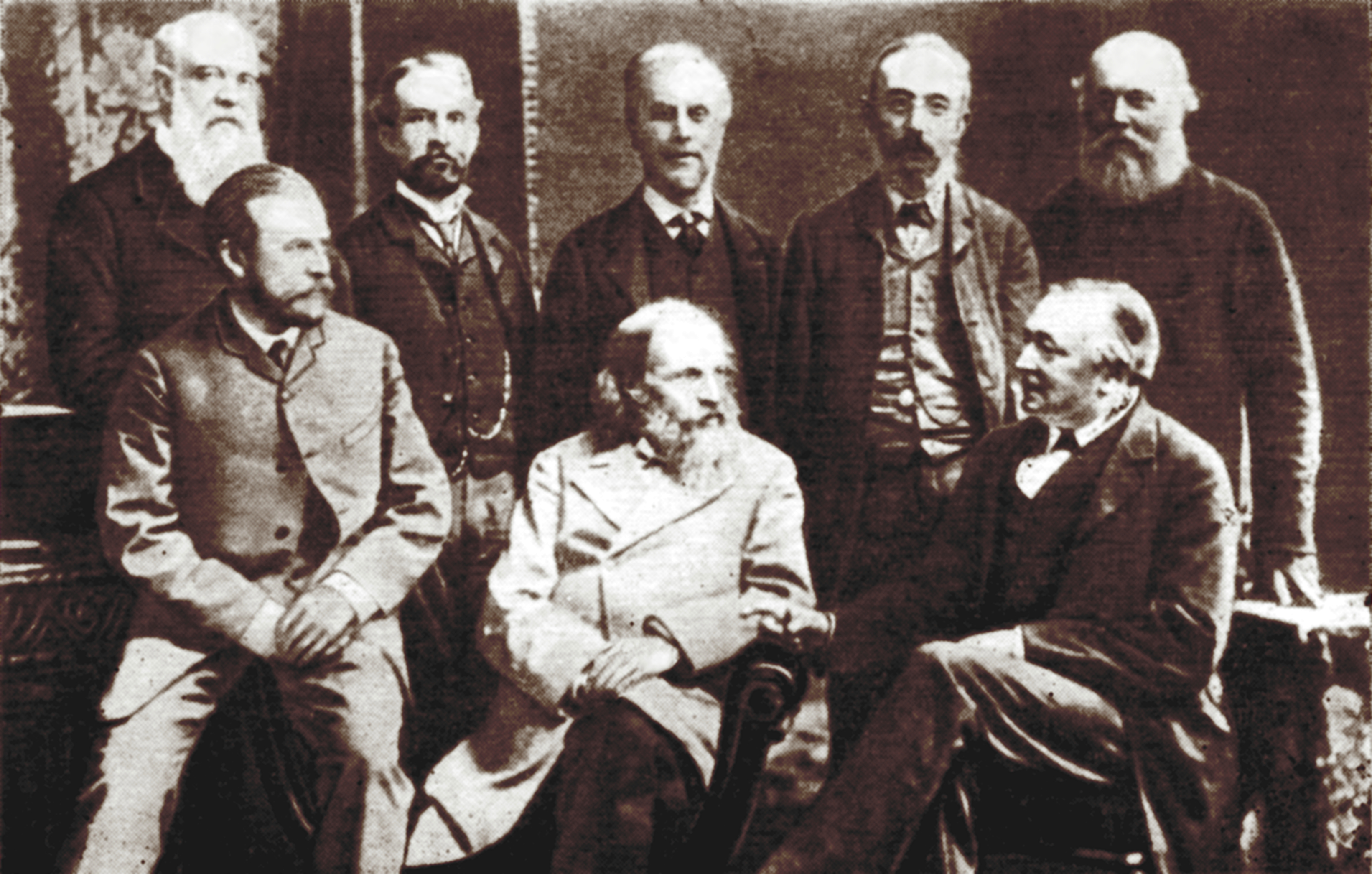
Na zasedání Britské asociace pro rozvoj vědy v Manchesteru 1887 nalevo od Mendělejeva, nad ním James P. Joule, vpravo nahoře lord Kelvin